# Super Bowl XX
Il Super Bowl XX è stata una partita di football americano tra i campioni della National Football Conference (NFC), i Chicago Bears, e quelli dell'American Football Conference (AFC), i New England Patriots per determinare il campione della National Football League (NFL) per la stagione 1985. I Bears sconfissero i Patriots con un punteggio di 46–10. La gara fu disputata il 26 gennaio 1986 al Louisiana Superdome di New Orleans, Louisiana.

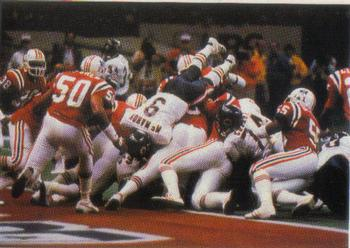
Una fase di gioco del Super Bowl XX

Attualmente, questo è stato l'ultimo Super Bowl in cui entrambe le squadre erano al loro debutto nella grande partita. Ciò potrebbe ripetersi in futuro solamente se i Detroit Lions giocassero contro i Cleveland Browns, i Jacksonville Jaguars o gli Houston Texans nel Super Bowl. I Bears giunsero alla partita come la seconda squadra nella storia della NFL a vincere 15 gare nella stagione regolare. Con la loro rivoluzionaria Difesa 46, Chicago guidò la lega in diverse categorie difensive, seppellendo gli avversari con un complessivo 456-198 di punteggio, tenendo due volte inoltre gli avversari nei playoff a zero punti segnati. I Patriots erano invece considerati una squadra cenerentola nella stagione 1985, avendo terminato la stagione regolare con un record di 11-5 ma entrando nei playoff solo grazie alla classifica avulsa. Contro le aspettative però, New England vinse tre gare di playoff in trasferta e giunse fino al Super Bowl XX.
Nella loro vittoria sui Patriots, i Bears stabilirono i record del Super Bowl per sack (sette), minor numero di yard su corsa concesse agli avversari (sette) e margine di vittoria (36 punti). New England guadagnò quello che fu - fino al Super Bowl XLI nel 2007 - il più veloce vantaggio nella storia del Super Bowl, col field goal di Tony Franklin da 36 yard segnato dopo un minuto e 19 secondi dall'inizio del primo quarto, dopo un fumble di Chicago. I Patriots però nel corso del primo tempo furono tenuti a un numero di yard guadagnate negative (-19), finendo con sole 123 yard guadagnate della linea di scrimmage, il secondo peggior risultato nella storia del Super Bowl. Il defensive end Richard Dent dei Bears venne nominato MVP grazie a 1,5 sack, 2 fumble forzati e un passaggio bloccato.
La partita fu trasmessa negli Stati Uniti dalla NBC per una platea televisiva stimata in 92,57 milioni di spettatori. Per commemorare il ventennale dell'evento, tutti i precedenti MVP del Super Bowl furono premiati prima dell'inizio della gara.
Il trionfo dei Bears giunse 22 anni dopo la vittoria del campionato NFL del 1963, tre anni prima della nascita del Super Bowl.

## Formazioni titolari
| Chicago         | Ruolo     | New England      |
| --------------- | --------- | ---------------- |
| Attacco         |           |                  |
| Willie Gault    | WR        | Irving Fryar     |
| Jim Covert      | LT        | Brian Holloway   |
| Mark Bortz      | LG        | John Hannah      |
| Jay Hilgenberg  | C         | Pete Brock       |
| Tom Thayer      | RG        | Ron Wooten       |
| Keith Van Horne | RT        | Steve Moore      |
| Emery Moorehead | TE        | Lin Dawson       |
| Dennis McKinnon | WR        | Stanley Morgan   |
| Jim McMahon     | QB        | Tony Eason       |
| Matt Suhey      | FB        | Tony Collins     |
| Walter Payton   | RB        | Craig James      |
| Difesa          |           |                  |
| Dan Hampton     | LE        | Julius Adams     |
| Steve McMichael | LDT/NT    | Lester Williams  |
| William Perry   | RDT/RE    | Garin Veris      |
| Richard Dent    | RE/LOLB   | Andre Tippett    |
| Otis Wilson     | LOLB/LILB | Steve Nelson     |
| Mike Singletary | MLB/RILB  | Larry McGrew     |
| Wilber Marshall | ROLB      | Don Blackmon     |
| Leslie Frazier  | LCB       | Raymond Clayborn |
| Mike Richardson | RCB       | Ronnie Lippett   |
| Dave Duerson    | SS        | Roland James     |
| Gary Fencik     | FS        | Fred Marion      |